# Chimalapa, Guerrero
Chimalapa är en ort i Mexiko.   Den ligger i kommunen Metlatónoc och delstaten Guerrero, i den sydöstra delen av landet, 290 km söder om huvudstaden Mexico City. Chimalapa ligger 414 meter över havet och antalet invånare är 733.
Terrängen runt Chimalapa är huvudsakligen kuperad, men åt nordväst är den bergig. Chimalapa ligger nere i en dal. Runt Chimalapa är det ganska glesbefolkat, med 23 invånare per kvadratkilometer. Närmaste större samhälle är Terrero Venado, 13,3 km öster om Chimalapa. I omgivningarna runt Chimalapa växer i huvudsak lövfällande lövskog.